# 宮城県道117号槻木停車場線

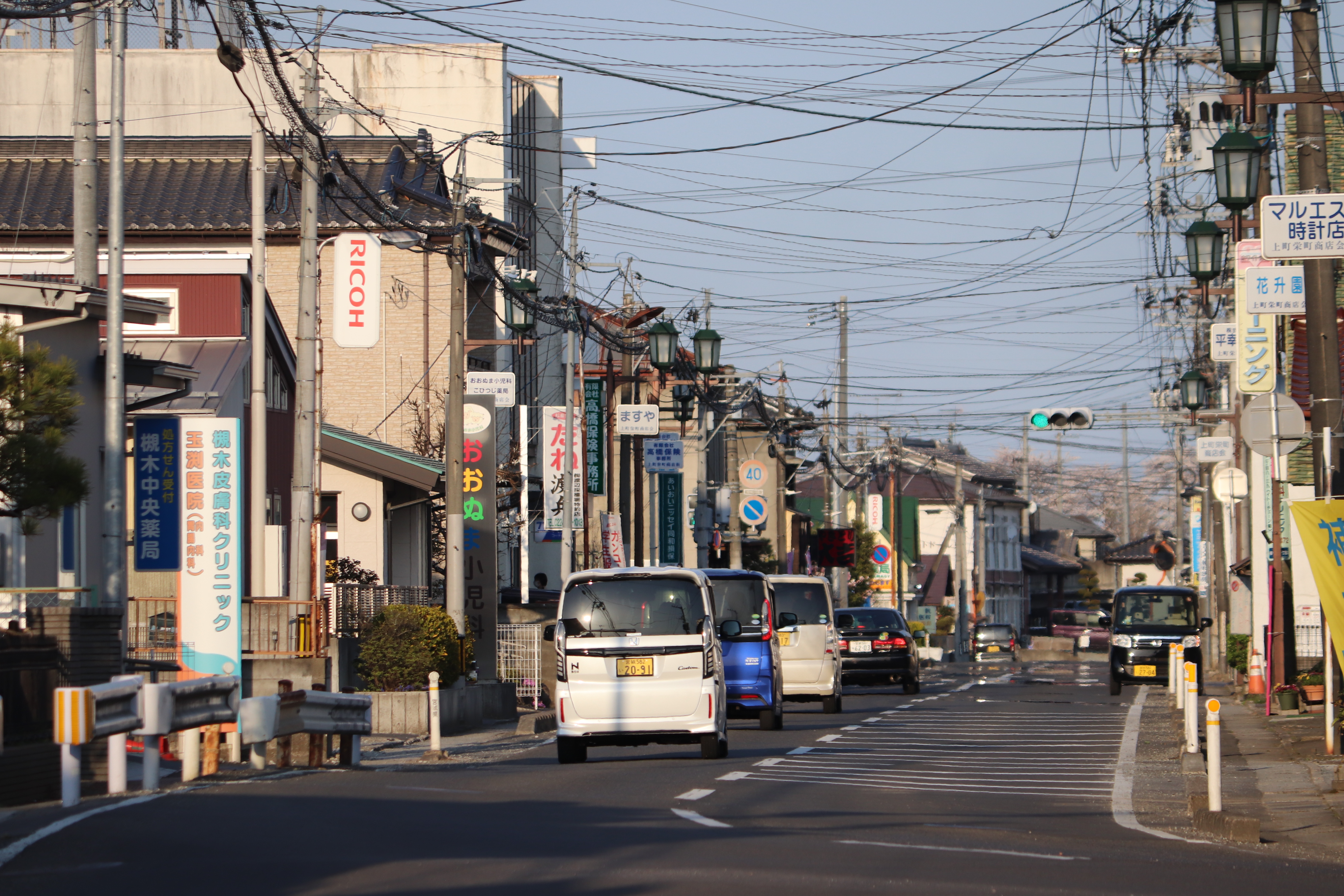
柴田町槻木上町（2023年4月）

宮城県道117号槻木停車場線（みやぎけんどう117ごう つきのきていしゃじょうせん）は、宮城県柴田郡柴田町の東日本旅客鉄道・阿武隈急行槻木駅と宮城県道52号亘理村田蔵王線を結ぶ一般県道である。

## 路線概要
槻木駅から旧国道4号との交差点を左折し槻木大橋を越えてきた宮城県道28号丸森柴田線、宮城県道52号亘理村田蔵王線との交差点までを結ぶ。
- 起点：槻木駅
- 終点：宮城県柴田郡柴田町槻木下町（宮城県道28号丸森柴田線、宮城県道52号亘理村田蔵王線交点）
- 延長：684.8 m[1]
- 歩道等設置道路延長：490.0 m[1]

## 通過する自治体
- 柴田郡
  - 柴田町

## 接続する道路
- 宮城県道28号丸森柴田線（柴田町）
- 宮城県道52号亘理村田蔵王線（柴田町）